# Miloš Ožegović
Miloš Ožegović (serbisch-kyrillisch Милош Ожеговић; * 11. Mai 1992 in Pančevo) ist ein serbischer Fußballspieler.

## Karriere
Ožegović begann seine Karriere beim FK Rad Belgrad. Zur Saison 2009/10 wechselte er zum FK Dolina Padina. Zur Saison 2012/13 schloss er sich Dinamo Pančevo an. Zur Saison 2013/14 wechselte er zum Zweitligisten FK Radnik Surdulica. Für Radnik kam er zu 25 Einsätzen in der Prva Liga. Zur Saison 2014/15 wechselte er zum Erstligisten FK Donji Srem. Ohne Einsatz für Donji verließ er den Verein aber bereits im August 2014 wieder und ging zum Zweitligisten FK Mačva Šabac. Für Mačva absolvierte er fünf Zweitligapartien.
Im Februar 2015 wechselte Ožegović zum Ligakonkurrenten FK Sinđelić Beograd. Für Sinđelić spielte er 13 Mal in der Prva Liga. Zur Saison 2015/16 wechselte er zum Erstligisten FK Jagodina. Dort gab er im August 2015 dann sein Debüt in der SuperLiga. Für Jagodina kam er insgesamt zu acht Einsätzen in der höchsten serbischen Spielklasse. Im Januar 2016 kehrte er zu Sinđelić Beograd zurück. In seinem zweiten Engagement beim Hauptstadtklub absolvierte er zwölf Partien in der zweiten Liga. Zur Saison 2016/17 wechselte er innerhalb der Liga zum FK Radnički Pirot. Für Radnički spielte er 13 Mal.
Im Februar 2017 wechselte der Mittelfeldspieler nach Island zu Víkingur Reykjavík. In zwei Saisonen in der isländischen Hauptstadt kam er zu 32 Einsätzen in der Pepsideild. Im Februar 2019 kehrte Ožegović nach Serbien zurück und schloss sich dem Erstligisten FK Dinamo Vranje an. Für Dinamo absolvierte er 15 Partien, mit dem Team stieg er zu Saisonende aber aus der SuperLiga ab. Er blieb der Liga allerdings erhalten und wechselte zur Saison 2020/21 zum FK Napredak Kruševac. Für Napredak kam er zu 22 Einsätzen in der höchsten Spielklasse.
Im Oktober 2020 kehrte er zum Zweitligisten FK Radnicki Pirot zurück. Diesmal kam er zu acht Zweitligaeinsätzen für den Verein. Im Januar 2021 wechselte er zum Erstligisten FK Mladost Lučani. Für Mladost Lučani absolvierte er zwölf Partien in der SuperLiga. Zur Saison 2021/22 schloss er sich dem Zweitligisten FK Mladost Novi Sad an. Für Mladost absolvierte er 24 Partien in der Prva Liga, mit dem Team stieg er zu Saisonende in die erste Liga auf. Zur Saison 2022/23 wechselte Ožegović ein zweites Mal ins Ausland, diesmal zum österreichischen Regionalligisten FC Mauerwerk.